# Мустай Карім
Мустай Карім (башк. Мостай Кәрим, справжнє ім'я Мустафа Сафич Карімов, башк. Мостафа Сафа улы Кәримов; 1919—2005) — башкирський радянський поет, письменник і драматург. Герой Соціалістичної Праці (1979). Заслужений діяч мистецтв РРФСР (1982). Народний поет Башкирської АРСР (1963). 
Лауреат Ленінської (1984) і Державної премій СРСР (1972). Член ВКП(б) з 1944 року.

## Біографія
Народився 20 жовтня 1919 року в Кляшево Уфимської губернії в селянській родині.
Мустай Карім почав писати в середині 1930-х років. У 1938 році вийшла в світ його перша книга віршів «Загін рушив» («Отряд ҡуҙғалды»), в 1941 році — друга «Весняні голоси» («Яҙғы тауыштар»).
У 1941 році закінчив Башкирський державний педагогічний інститут імені К. А. Тімірязєва, факультет мови і літератури. Після закінчення інституту призваний в ряди Червоної армії і був направлений в Муромське училище зв'язку. У травні 1942 року у званні молодшого лейтенанта направлений в 17-у мотострілецьку бригаду начальником зв'язку артдивізіону. У серпні 1942 року тяжко поранений, близько півроку знаходився в госпіталях. Після одужання повернувся на передову в якості кореспондента фронтових газет. Був кореспондентом газет «За честь батьківщини» (Ватан намусы өчен), «Радянський воїн» (Совет сугышчысы) татарською мовою. Нагороджений бойовими нагородами. У серпні 1944 ст. лейт. М. С. Карімов, кандидат у члени ВКП(б), за національністю башкир, удостоєний ордена Вітчизняної війни 2-го ступеня.
Член Спілки письменників СРСР з 1940 року. З 1951 по 1962 рік Мустай Карім був головою правління Спілки письменників Башкирської АРСР, з 1962 по 1984 рік — секретарем правління Спілки письменників РРФСР.
Плідну літературну роботу Мустай Карім поєднував з багатосторонньою громадською діяльністю: обирався делегатом з'їздів КПРС, з 1955-го по 1980 був депутатом Верховної Ради РРФСР 4-11 скликань, заступником голови Президії ВР РРФСР, заступником голови Верховної Ради РРФСР, депутатом Верховної Ради Башкирської АРСР, багато років був головою Башкирського комітету захисту миру, членом комітету по Ленінських і Державних преміях при Раді Міністрів СРСР, членом Президентської ради Республіки Башкортостан.

## Творчість
Мустай Карім опублікував понад 100 поетичних і прозових збірок, понад 10 драматичних творів. збірники віршів і поем «Чорні води», «Повернення», «Європа-Азія», «Часи», п'єси «Країна Айгуль», «Викрадення дівчини», «В ніч місячного затемнення», «Салават. Сім сновидінь крізь яву», «Не кидай вогню, Прометею!», повісті «Радість нашого дому», «Таганок», «Помилування», «Довге-довге дитинство», «Сільські адвокати» (журнал «Дружба народів», 1988, № 8). Твори Мустая Каріма переведені на десятки мов Росії та світу. За п'єсою «В ніч місячного затемнення» в 1987 році Свердловської кіностудії був знятий однойменний фільм. Повість «Довге-довге дитинство» була екранізована в 2004 році кіностудією «Башкортостан» режисером-постановником Булатом Юсуповим.
Народний поет Башкирської АРСР Мустай Карім помер після двох інфарктів 21 вересня 2005 року перебуваючи в республіканському кардіологічному диспансері Уфи. Похований на Мусульманському кладовищі в Уфі.

### Переклади українською
Переклади творів Мустая Каріма українською мовою зробив Павло Мовчан, який після Чорнобильської трагедії відвідав рідні місця письменника.

## Родина
- Син — Карімов Ільгіз Мустафович (1942-2019), письменник, перекладач, член Спілки письменників СРСР, засновник Фонду імені Мустая Каріма.
- Дочка — Альфія Карімова.
- Онук — Тімербулат Карімов (нар. 1974), колишній старший віце-президент ВТБ.

У 2013 році син, дочка та онук письменника заснували Фонд імені Мустая Каріма, одним із основних завдань якого — підтримка башкирського мови і літератури. Фонд підтримує вивчення башкирської мови в школах, у тому числі в сільській місцевості, а також академічні програми по вивченню і дослідженню башкирської мови і літератури, краєзнавства та історії Башкортостану у вищих учбових закладах.

## Звання та нагороди
- Герой Соціалістичної Праці (19.10.1979)
- орден «За заслуги перед Вітчизною» II ступеня (9 листопада 2004) — за видатний внесок у розвиток вітчизняної літератури і багаторічну творчу діяльність[10]
- орден «За заслуги перед Вітчизною» III ступеня (28 квітня 1995) — за заслуги перед державою, успіхи, досягнуті у праці, науці, культурі, мистецтві, великий внесок у зміцнення дружби і співробітництва між народами[11]
- 2 ордена Леніна (28.10.1967; 19.10.1979)
- орден Вітчизняної війни I ступеня (11.03.1985)
- орден Вітчизняної війни II ступеня (17.07.1945)
- 2 ордени Трудового Червоного Прапора (08.06.1955; 28.11.1969)
- орден Дружби народів (16.11.1984)
- орден Червоної Зірки (25.09.1944)
- орден «Знак Пошани» (22.03.1949)
- медалі
- заслужений діяч мистецтв РРФСР (1982)
- Народний поет Башкирської АРСР (1963)
- Почесний академік Академії Наук Башкортостану (1992)
- Ленінська премія (1984) — за трагедію «Не кидай вогню, Прометею!» і за повість «Довге-довге дитинство»
- Державна премія СРСР (1972) — за збірку віршів «Рокам услід» (1971)
- Державна премія РРФСР імені К. С. Станіславського (1967) — за п'єсу «Ніч місячного затемнення», поставлену на сцені Башкирського академічного драматичного театру
- Республіканська премія імені Салавата Юлаєва (1967) — за 1-й том «Вибраних творів»
- Міжнародна премія імені М. А. Шолохова в області літератури і мистецтва (1999)
- Почесний диплом Міжнародного журі імені Г.-Х. Андерсена (1978) — за книгу «Чекаю звісток»

## Пам'ять

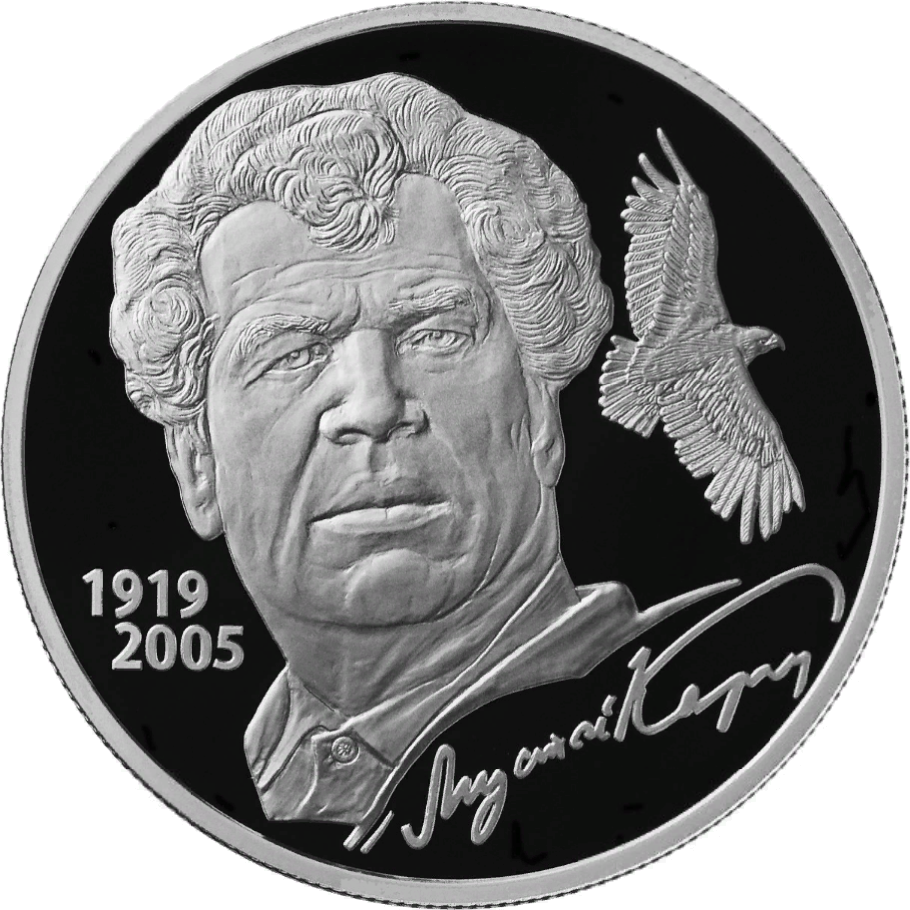
2 рублі 2019 р.

- Іменем Мустая Каріма названі вулиці в Москві[12], в Уфі, в Алмати[13], в Казані[14], в Єкатеринбурзі[15], а також у багатьох населених пунктах Башкортостану: Бірськ, Нєфтєкамськ, Янаул, с. Жуково, с. Ігліно, с. Кармаскали, с. Кляшево, с. Червона Гірка, с. Кушаренково, с. Чесноковка, с-ще Чишми, с. Шамоніно[16].
- Іменем Мустая Каріма в Уфі названий Національний молодіжний театр Республіки Башкортостан.
- Башкирська гімназія № 158 імені Мустая Каріма[17] та середня загальноосвітня школа імені Мустая Каріма в селі Кляшево Чишминського району Республіки Башкортостан[18].
- На будинку на вулиці Енгельса в Уфі, де з 1999 по 2005 рік жив Мустай Карім, встановлена меморіальна дошка[19].
- 10 жовтня 2013 року в Уфі, перед будівлею Будинку профспілок, відкрито пам'ятник Мустаю Каріму[20]. Висота пам'ятника — 6 метрів, довжина — 15[21][22]. Автор — академік Російської академії мистецтв, народний художник Російської Федерації Андрій Ковальчук.
- В районному центрі Мечетлінського району селі Большеустьікінське в 1990 році перед центральною районною бібліотекою було встановлено погруддя живому Мустаю Каріму[23].
- Засновані щорічні стипендії імені Мустая Каріма для обдарованих студентів філологічного факультету Башкирського державного університету[24].
- Восени 2017 року один з пасажирських авіалайнерів Sukhoi Superjet 100 авіакомпанії «Аерофлот» отримав ім'я народного поета Башкирської АРСР Мустая Каріма[25], 5 травня 2019 року літак згорів при посадці в аеропорту Шереметьєво[26].
- 20 жовтня 2017 року на фасаді головного корпусу Башкирського державного університету в Уфі, де навчався Мустай Карім, встановлена меморіальна дошка. Автор — академік Російської академії мистецтв, народний художник Російської Федерації Андрій Ковальчук[27].
- 20 жовтня 2017 року відкрита творча майстерня імені Мустая Каріма — центр з вивчення башкирського мови і літератури в Башкирському державному університеті в Уфі[28][29].
- У Кабардино-Балкарської Республіки на головному Кавказькому хребті, в Чегемскій ущелині, безіменному піку на висоті 3555 метрів присвоєно ім'я Народного поета Башкирської АРСР Мустая Каріма[30] (2018).
- Ім'я «Мустай Карим» отримав новий круїзний лайнер компанії «Водоходъ» — чотирипалубних теплохід проекту PV300, який побудований в Нижньому Новгороді на заводі «Червоне Сормово» і спущений на воду 11 вересня 2019 року[31][32].
- 15 травня 2019 року вийшла в обіг поштова марка, випущена на честь 100-річчя з дня народження Мустая Каріма. Урочиста церемонія гасіння поштової марки відбулося одночасно в Москві і в Уфі[33][34].
- 31 травня 2019 року ім'я Мустая Каріма присвоєно Міжнародному аеропорту Уфа[35].
- 5 вересня 2019 року Банк Росії випустив в обіг пам'ятну срібну монету, присвячену 100-річчю з дня народження Мустая Каріма. Тираж монети — 3 тисячі штук, номінал — 2 рубля[36].
- 19 вересня 2019 року в широкий прокат вийшов художній фільм «Сестричка» за повістю Мустая Каріма «Радість нашого дому»[37][38]. Прокатник фільму - Walt Disney[39].
- 12 жовтня 2019 року в Москві відбулася прем'єра документального фільму «Мустай» кінокомпанії «Майстерня» Саїди Медведєвої[40]. 19 жовтня прем'єра фільму пройшла в Уфі[41].
- 18 жовтня 2019 року в Уфі відбувся показ фільму «Загін Таганок» за мотивами повісті Мустая Каріма «Таганок»[42].
- 18 жовтня 2019 року в Башкирському державному педагогічному університеті імені М. Акмуллы відкрили іменну аудиторію Мустая Каріма[43] і бюст поета[44].
- 19 жовтня 2019 року в рамках святкування 100-річчя з дня народження Мустая Каріма у Національному молодіжному театрі Республіки Башкортостан імені Мустая Каріма відкрили меморіальні дошки Йосипу Кобзону і Андрія Дементьєва[45].
- 20 жовтня 2019 року в рамках святкування 100-річчя з дня народження Мустая Каріма на малій батьківщині поета — в селі Кляшево Чишминського району Республіки Башкортостан — відкрито Будинок культури і посаджені іменні дерева у дворі школи імені Мустая Каріма[46][47].

## Літературна спадщина
- Мустай Карим. Время — конь крылатый. — Издательство „Современник“, Москва,1972. Тираж 25 000 экз.
- Мустай Карим. Помилование: Повести. — М.:Известия,1989.- 304с. Тираж 100 000 экз.
- Мустай Карим. Долгое-долгое детство: Повесть. — М.:Издательство „Современник“,1977. (Роман-газета, №4(866), 1979 год. Тираж 2 495 000 экз.
- Әҫәрҙәр. I том: шиғырҙар. — Өфө: Китап, 2009. — 512 бит. ISBN 978-5-295-04903-3 (т. I)
- Әҫәрҙәр. II том: шиғырҙар, шиғри тәржемәләр. — Өфө: Китап, 2011. — 416 бит. ISBN 978-5-295-05408-2 (т. II)
- Әҫәрҙәр. III том: пьесалар, либретто. — Өфө: Китап, 2012. — 608 бит. ISBN 978-5-295-05627-7 (т. III)
- Әҫәрҙәр. IV том: драмалар, повестар, хикәйәләр, әкиәттәр. — Өфө: Китап, 2013. — 506 бит.